# ペリェシャツ橋
ペリェシャツ橋（ペリェシャツばし、クロアチア語: Pelješki most, 発音: [pěʎeʃkiː môːst]）は、クロアチアのドゥブロヴニク＝ネレトヴァ郡にある斜張橋である。
ボスニア・ヘルツェゴビナ領の短い海岸部であるネウムを迂回し、クロアチア南東部の飛び地であるドゥブロヴニク地方と本土とを結ぶ役割を果たす。橋は本土側のコマルナとペリェシャツ半島とを隔てる海峡上に架けられており、これによりボスニア・ヘルツェゴビナ領を通らず、クロアチア国内で完結した移動が可能となった。2018年7月30日着工、2021年7月28日竣工、翌年7月26日に開通した。ただし、ストンを迂回する道路が完成する2023年まで、大型トラックや危険物を積んだトラックは通れない状態である。

## 構造
2007年当初の設計では、主径間は568mであったが、後に修正され、複数径間で全長2,404mの斜張橋として建設されることとなった。全部で13の径間からなり、そのうち7つが斜張橋、中央の5径間が各285m、外側の2径間が各203.5mである。幅200m、高さ55mで設定された航路を挟む2本の主塔は、海面からの高さ98m、海底からの高さ222mである。設計は、スロベニアのマルヤン・ピペンバハーによる。
橋の両側にはアクセス道路が整備されており、ペリェシャツ半島側には2本のトンネル（全長2,467m、499m）と2本の橋（全長420m、131m）が存在する。

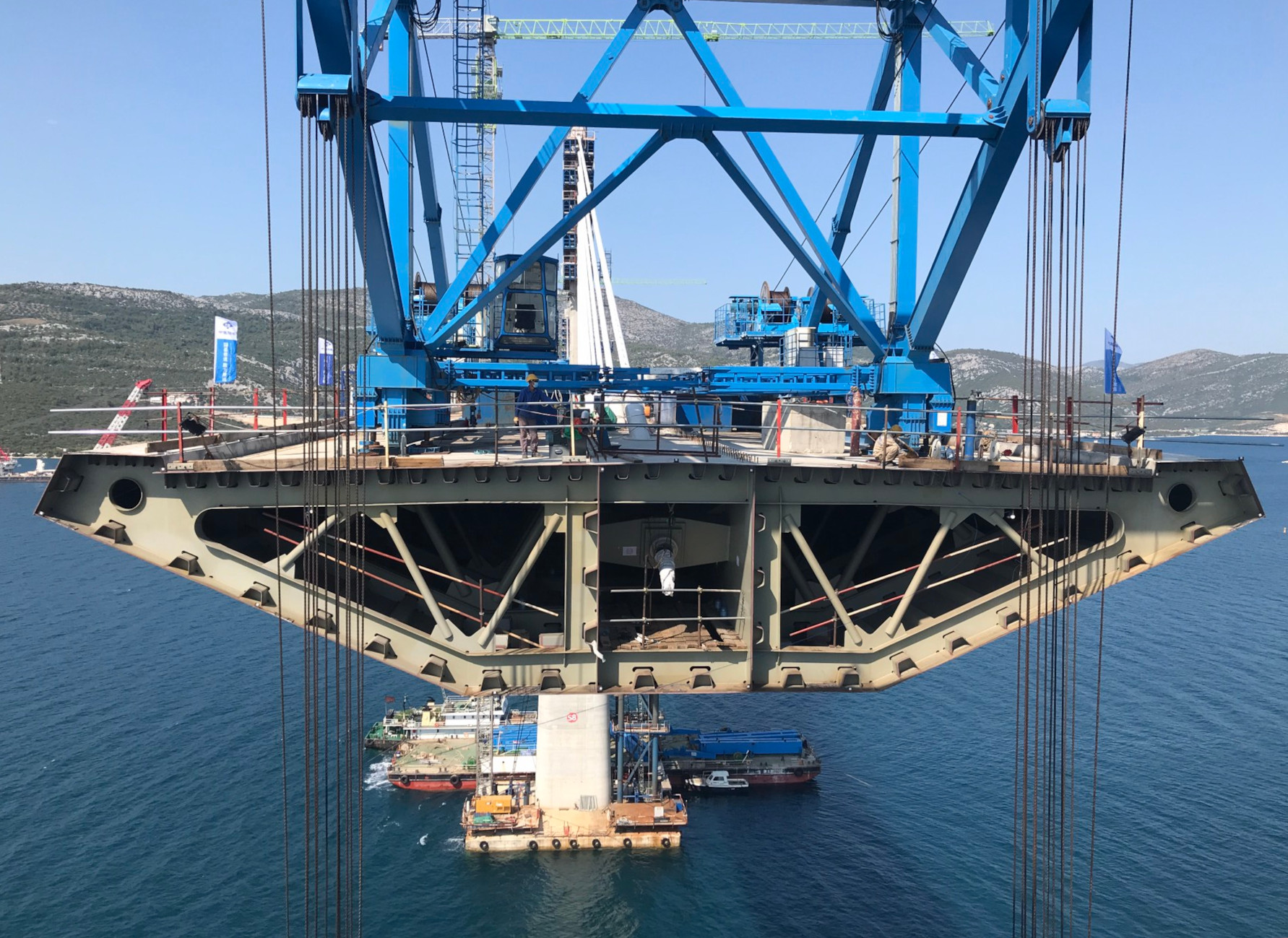
最後の桁の取り付け（2021年7月）
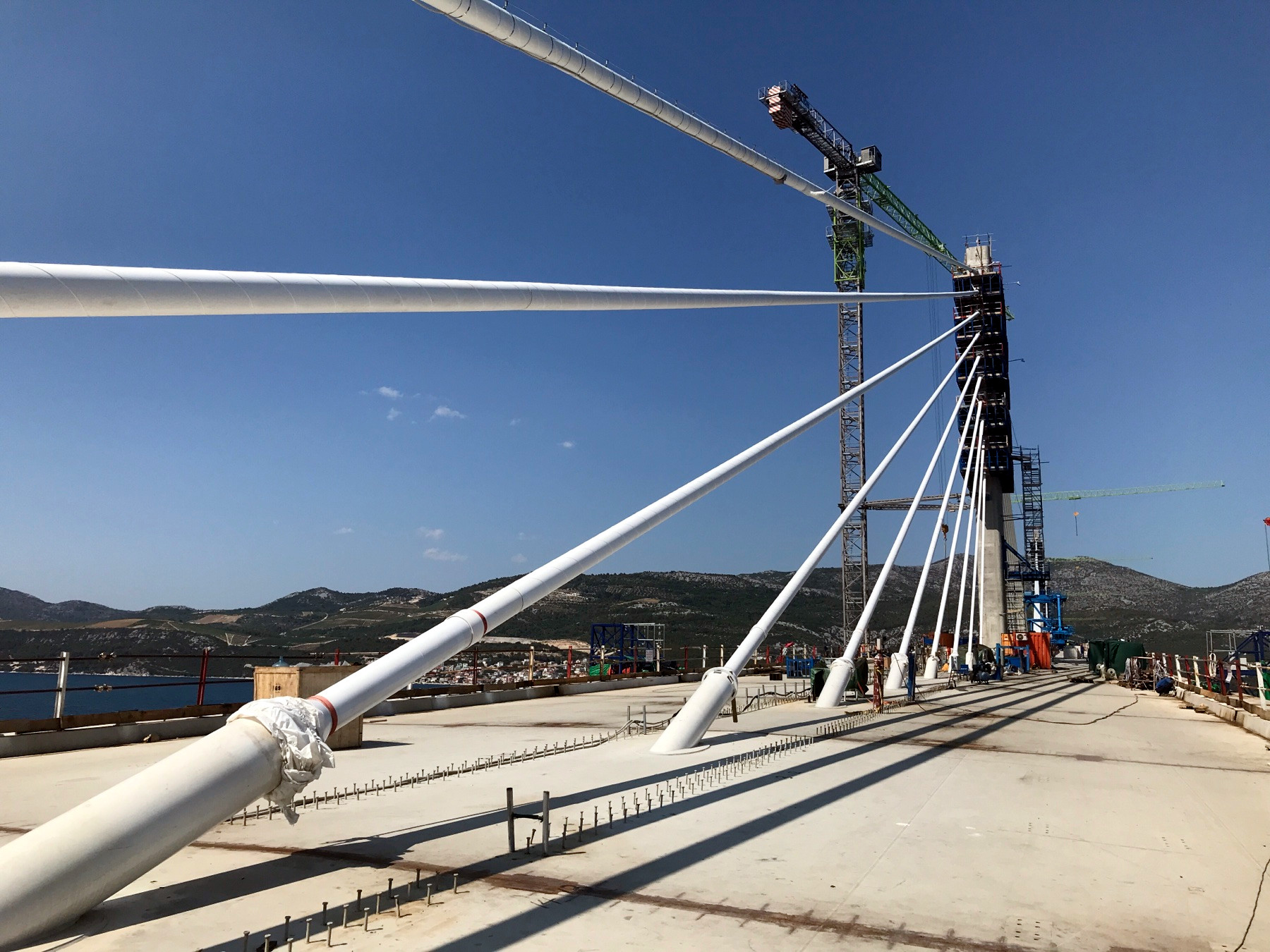
桁とケーブル（2021年7月）

## 経緯

### 背景

クロアチアの海岸線を分断するボスニア・ヘルツェゴビナ領のネウム（赤）

クロアチアの海岸線は、ボスニア・ヘルツェゴビナ領唯一のアドリア海の出口となる町、ネウムによって分断されており、したがってダルマチア地方最南部の飛び地とクロアチア本土との地理的な隣接は、クロアチア領海に限定される。1996年、ボスニア・ヘルツェゴビナとクロアチアの両国は、ネウムの自由な通行を認めるネウム協定に署名したが、これが批准されることはなかった。そのため、ネウム回廊を通過する場合、入国や税関のチェックが必要となり、ドゥブロヴニク側の飛び地からクロアチア本土に向かう場合、わずか9kmの間で2つの国境検問を受けなければならない。
また、クロアチアはEU加盟を果たしており、2023年にはシェンゲン圏への編入が予定された。。何も対策せずに施行された場合、シェンゲン国境法により、入国だけでなく出国時にも審査を要求されるため、より通過に時間がかかることが予想された。すなわち、ドゥブロヴニクからクロアチア本土へネウム経由で行く場合、クロアチア（シェンゲン圏）出国審査、ボスニア・ヘルツェゴビナ入国審査、クロアチア（シェンゲン圏）入国審査と、3つの検問を通過する必要が出てくるのである。

### 最初の着工と中断

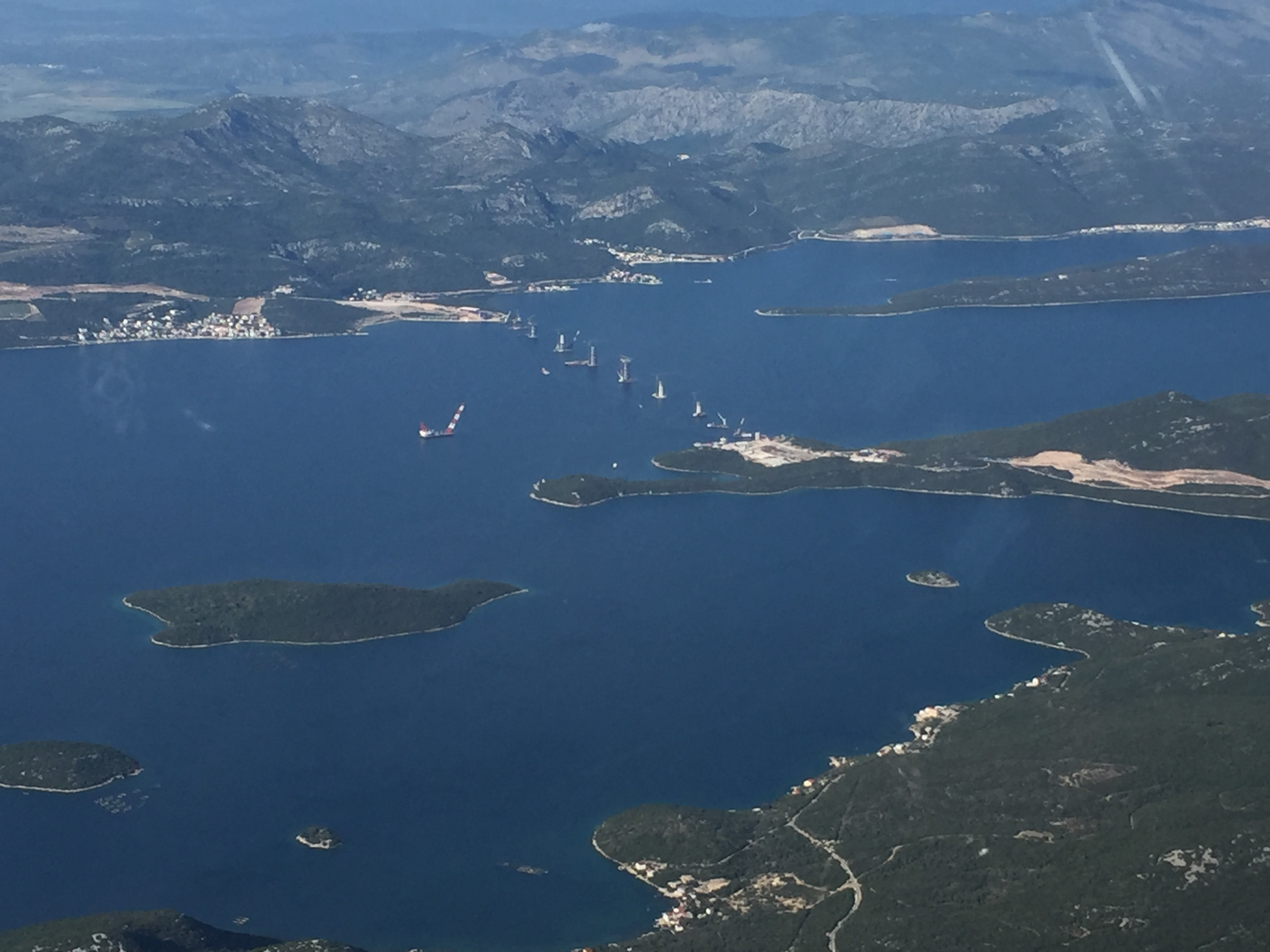
2020年6月における建設地

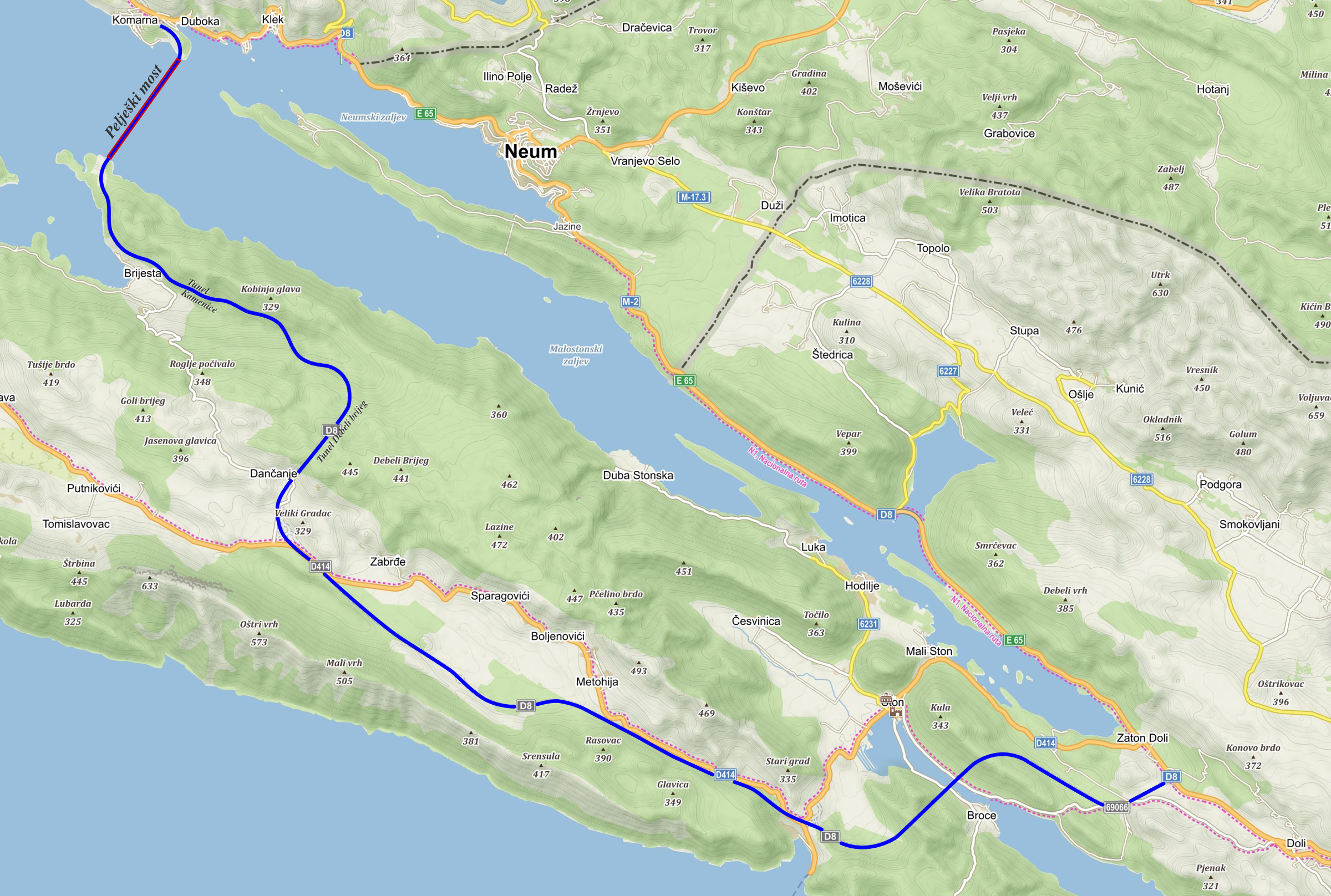
橋とアクセス道路

橋の建設は、1997年、ドゥブロヴニク＝ネレトヴァ郡の知事であった、クロアチア社会民主党（SDP）のイワン・シュプリェが公式に提案した。当時の与党であるクロアチア民主同盟（HDZ）は当初この案を否定したが、1998年にはHDZの国会議員、ルカ・ベビッチが支持を表明した。2000年、郡の将来計画にも橋の構想が取り入れられ、建築計画が作成された。
プロジェクトは、2005年11月に開始され、当時の首相、イーヴォ・サナデルが起工式を行った。プロジェクトの予算は当初の見積もりから大幅に増加したが、政府が橋の構想を取りやめることはなかった。当初の計画は、ボスニア・ヘルツェゴビナ側の懸念を反映させるかたちで変更が加えられたが、2006年12月初旬に双方が合意に至っている。
2007年5月、クロアチアのボジダル・カルメタ交通インフラ相は、橋の建設準備は計画通り進んでおり、入札の準備中であると明かした。2007年6月11日、クロアチアの道路公社は橋の建設に関する一般入札を発表し、8月28日には入札者のリストが公表された。建設工事は2007年秋に開始、請負業者は4年で完工することが義務づけられ、費用は19億クーナ（HRK）、約2億6000万ユーロと見積もられた。資金は、道路公社とヨーロッパの投資銀行による融資でまかなわれる予定であった。
2007年6月、入札発表後のタイミングで、メディアはボスニア・ヘルツェゴビナの国家国境委員会の新たな反対表明を報じた。ボスニア・ヘルツェゴビナ側は、クロアチアが一方的に橋を建設した場合、クロアチアを訴えると宣言した。
2007年9月14日、建設省は、工事をクロアチア国内企業であるコンストラクター、ヴィアドクト、ハイドラエレクトラが請負い、19億4000万HRK（当時約2億6500万ユーロ）での契約を発表した。南北の拠点の建設工事は2007年10月24日に開始され、2008年秋には海上でも工事が始められた。
2009年7月、ヤドランカ・コソル政権下のクロアチア政府は、金融危機下の経費削減の一環として、ペリェシャツ橋の建設を当初よりも大幅に遅らせると発表した。2009年11月時点での完成年は2015年とされ、カルメタ交通インフラ相は、2010年の予算と建設計画において、2012年末までに投資される資金は4億3350万HRK、6000万ユーロに過ぎず、これは全体の4分の1以下であることが明かされた。
2011年のクロアチア議会選挙後、新たに社会民主党政権が発足すると、2012年5月には、資金不足を理由に19億4000万HRK（約2億5900万ユーロ相当）の建設契約を解除した。橋の建設を中止するのと同時に、橋の建設地を新たにフェリー乗り場として利用する計画も策定された。フェリーに置き換えた場合のコストや所要時間が橋と比較され、フェリーの方が建設費用が安く、一定程度の速達性も確保でき、さらにはクロアチアが欧州連合に加盟し、新たな国境制度が問題となり得る2013年7月1日までに完了できると結論づけられた。

### 国際援助と再検討
2012年、欧州連合はクロアチアに対し、ペリェシャツ橋の建設に関する実現可能性をはかる事前調査の資金として、20万ユーロを付与した。この調査では、橋の建設構想だけでなく、ネウムの後背地を通る道路ネットワークの改善にもあてられた。ベスナ・プシッチ外相は、「クロアチアの領土はEUの領土となる。政府の戦略的目標は、クロアチアの領土を効果的に結ぶことであり、したがってこれはEUの目標でもある。このプロジェクトは政治化されるべきではなく、どの案が最も費用対効果が高いかを見極めるべきだ」と述べている。また、1996年のネウム協定の批准は、橋の建設に対する欧州の資金提供の必須条件ではないにしても、効果があると発言した。
代替案を分析するためにクロアチアが作成した調査結果において、橋の建設は、代替案である高速道路回廊、フェリーによる接続、トンネル建設と比較して、安全性、交通への影響、環境への影響の総合値や、費用便益分析で最高のスコアを得たため、最も有利な選択肢であると結論づけられている。このプロジェクトは、ボスニア・ヘルツェゴビナ当局とも協議の上、準備が進められた。また、クロアチアは自然保護の観点も十分な考慮をする必要があった。
欧州委員会は、欧州地域支援プロジェクト共同支援（JASPERS）の枠組みにおいて、プロジェクトの実現可能性と経済性に関する評価を行っていた。2013年12月には、フランスの研究により、橋の建設が最も実現可能な解決策であることが示唆され、クロアチア交通相のシニシャ・ハイダス・ドンチッチは、橋の建設再開を2015年と表明した。2015年7月、クロアチア政府は、建設が2016年春に再開されると発表した。
クロアチア政府は、EUの資金援助の有無にかかわらず、2016年までに建設を開始すると表明した。しかし、建設時期は入札書類の不備により、さらに遅延した。欧州委員会は2017年6月7日、橋とアクセス道路の建設のために構造基金から3億5700万ユーロを拠出し、2022年の完成を目指すことを明かした。EUの資金提供は総建設費の85％に相当し、観光、貿易、地域の結束に利益をもたらすことを目的としている。

### 建設工事
ボスニア・ヘルツェゴビナの政治家からは抗議もあったが、クロアチアの地域開発相ガブリエラ・ザラッチと首相のアンドレイ・プレンコビッチは、橋の建設を継続することを確認している。
2017年9月15日、橋の建設工事に、中国路橋建設、オーストリアのストラバッグ、イタリア・トルコの企業連合であるアスタルディ/イクタスが入札したことが発表された。それぞれの提示額は、20.8億HRK（2億7800万ユーロ）、26.22億HRK（3億5100万ユーロ）、25.51億HRK（3億4100万ユーロ）であり、2018年1月15日、道路公社の正式決定をもとに、中国路橋建設が落札した。中国路橋建設は価格が最低であったのに加え、要望期間よりも6ヶ月早く完工することを提案していた。建設は2019年半ばに開始され、同年10月には橋の支柱の建設も開始された。

建設の過程
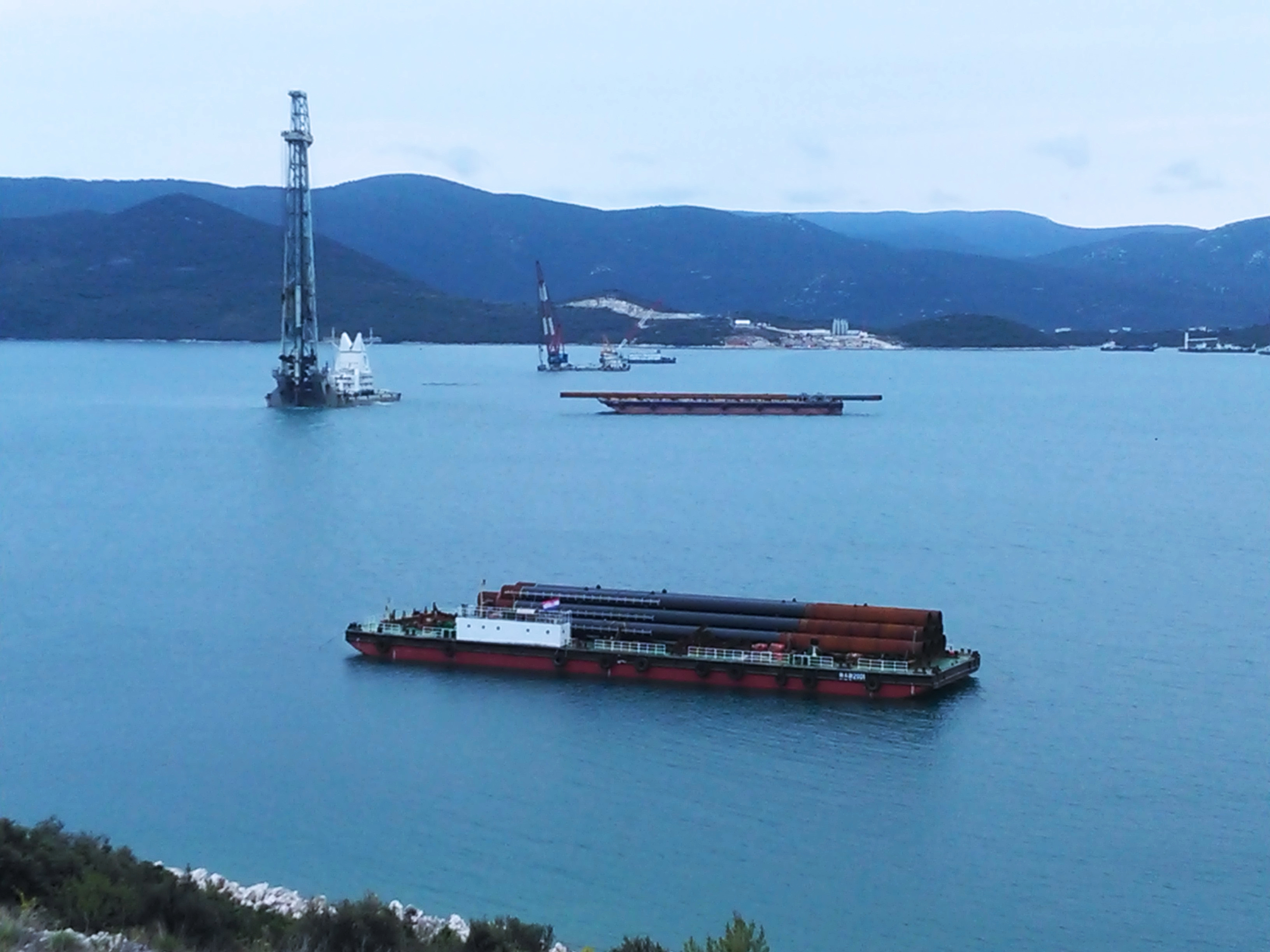
2019年4月
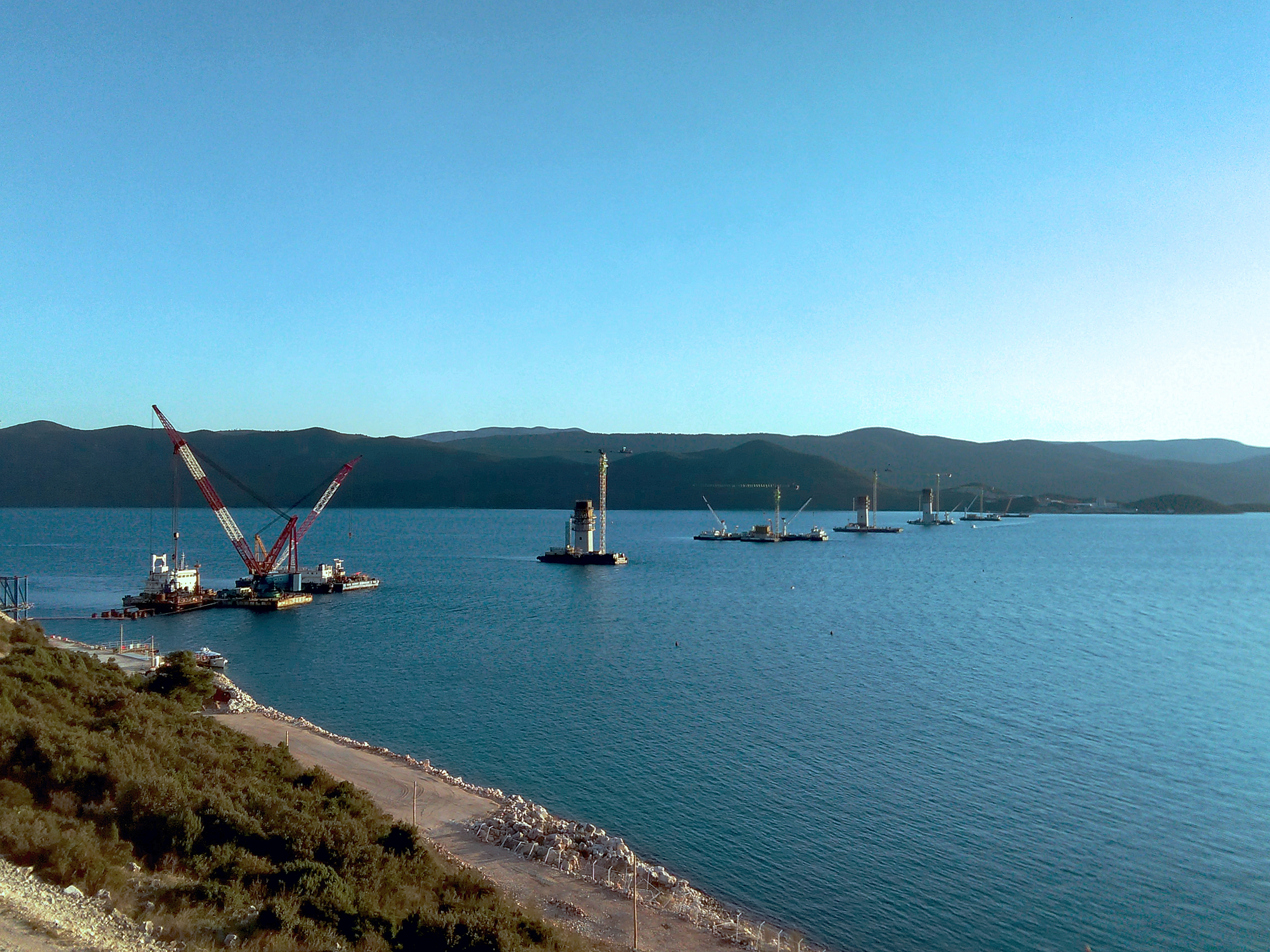
2020年2月
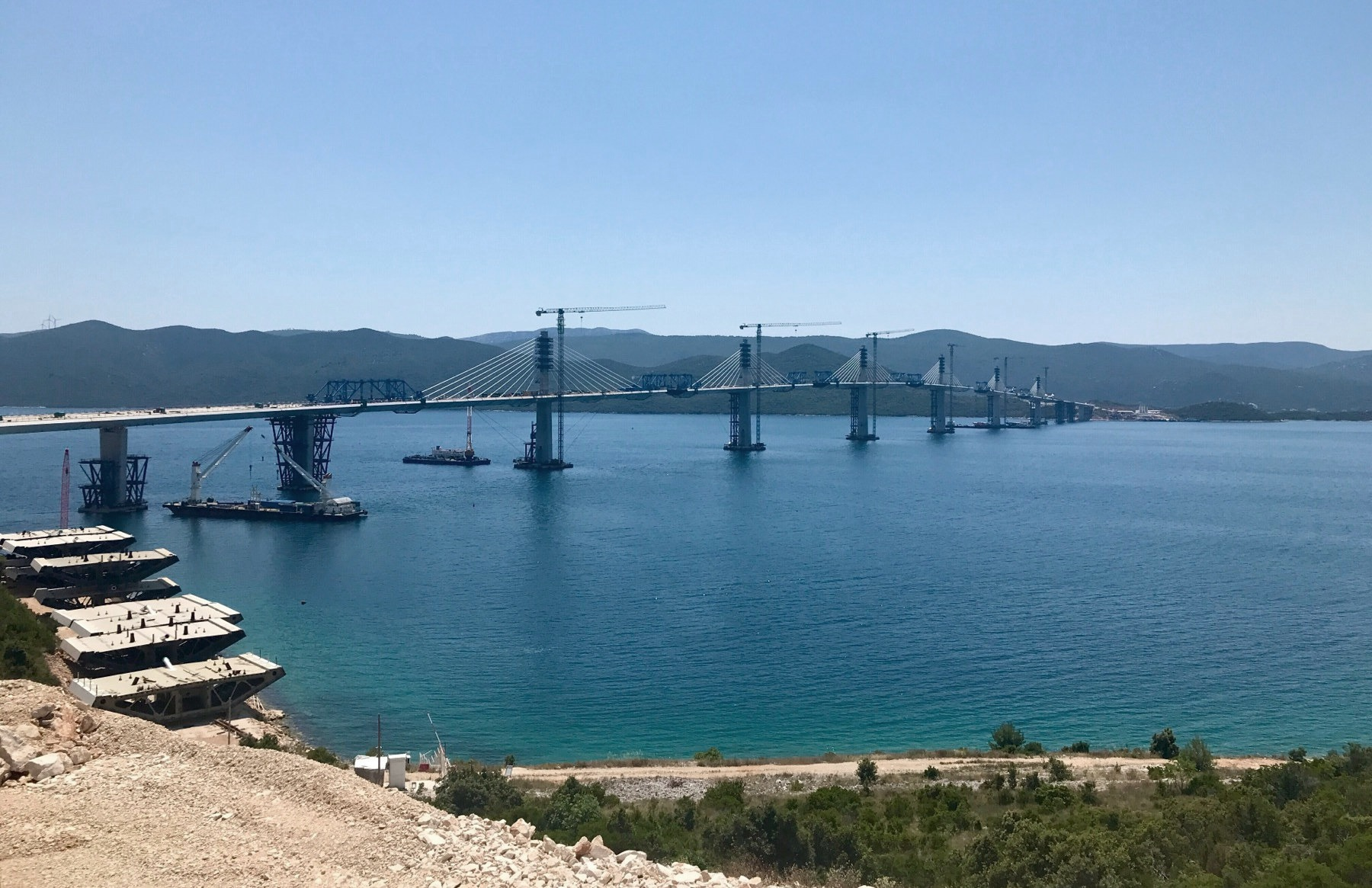
2021年6月

## 論争

### 環境保護
ペリェシャツ半島と本土との間を大きな橋で結ぶという構想に、クロアチアの環境活動家らは反発し、マリ・ストン湾の海洋生物や海洋牧場に悪影響があるとした。予備調査では、こうした懸念に対して回答がなされている。
2015年10月、クロアチアの環境・自然保護省は、国際的な事案に対する環境影響評価に関する条項に従い、ボスニア・ヘルツェゴビナへの環境影響に関する国境を越えた協議がなされたことを確認している。ボスニア・ヘルツェゴビナ側はこれに対して意見書を提出せず、協議機関の延長もしなかった。

### 費用対効果
橋の建設に際しては、環境に配慮した場合の建設費の高騰のほか、ボスニア・ヘルツェゴビナとの別の協定の締結、海底トンネルへの置き換えなどの代案も出され、その是非が建設された。ネウムへの航路を妨げることなく、より費用対効果が高い代案として、沈埋トンネルの建設も検討されたが、クロアチア当局が受け入れることはなかった。また、ニュース番組『Dnevnik Nove TV』が報じたところによれば、ボスニア・ヘルツェゴビナ領内を通過する、高い壁と厳しい監視を備えた道路を通す構想もあった。
クロアチアの欧州連合への加盟過程においてクロアチア政府は、クロアチアがシェンゲン圏入りするための「前提条件」として橋の建設を掲げた。しかし、2010年、欧州委員会は、問題を解決するための選択肢の一つにすぎないと結論づけている。

### 国際法とボスニア・ヘルツェゴビナの公海へのアクセス
橋の建設は、国際水域へのアクセスが複雑になるという理由で、ボスニア・ヘルツェゴビナの様々な政治活動家（多くがボシュニャク人）も反対した。ボスニアの政治家の一部は、大型船がネウム港に入るのが不可能になるとして、当初35mに設定されていた高さでの建設に懸念を示した。現在のネウム港は、商業交通は想定されておらず、ボスニア・ヘルツェゴビナの貿易の大部分はクロアチアのプロチェ港を介して行われている。しかし、将来的にネウムにも港が建設される可能性があり、橋の建設はこの計画を退けるものだとする主張もある。
2017年8月、ボスニアの議員グループは、イタリアのフェデリカ・モゲリーニ欧州連合外務・安全保障政策上級代表、オーストリアのヴァレンティン・インツコボスニア・ヘルツェゴビナ上級代表宛てに書簡を送った。このなかで、クロアチアが海洋法に関する国際連合条約に違反し、ペリェシャツ橋の建設を通じて自国を国際水域から無断で切り離していると主張し、クロアチアに対して、海洋国家としてのボスニア・ヘルツェゴビナの主権に対する攻撃をやめ、コマルナ、ペリェシャツ半島間における違法かつ政治的暴力に値する建設プロジェクトの活動をすべて停止するよう要請している。さらに、ボスニア・ヘルツェゴビナが橋の建設プロジェクトとそれに付随するEUの資金提供に対し、閣僚評議会や大統領評議会で正式な同意をしていないとの指摘もある。
クロアチアは、橋がクロアチアの領土と領海内で完結しており、国際海洋法と照らし合わせても、ボスニア・ヘルツェゴビナの同意を必要とせず橋を建設する権利があると表明した。また、国際海洋法のもと、すべての国が無害通航を享受でき、ボスニア・ヘルツェゴビナが無制限に公海へアクセスする権利など、ペリェシャツ半島において他国が享受できる権利を完全に尊重することを約束することも発表した。さらに、橋の建設予定の高さが55mであることから、現在のボスニアに出入りする海運はすべて、既存の航路を変更することなく橋の下を通行できること、55mを超える高さのある船舶がボスニア・ヘルツェゴビナの港に寄港する必要がある場合、1995年の自由貿易協定を根拠にクロアチアのプロチェ港を利用できることも主張している。

### 国境画定協定との関係

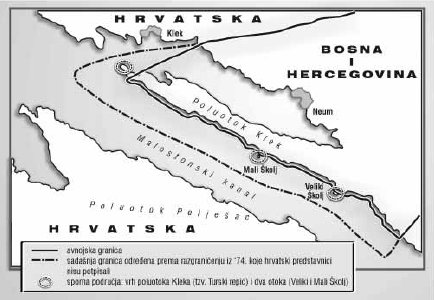
1999年時点での国境（実線）と現在の国境（破線）

ボスニア・ヘルツェゴビナとクロアチアは、1998年の国境画定協定に合意した。この協定は、当時のアリヤ・イゼトベゴヴィッチとフラニョ・トゥジマン両大統領によって署名されたが、それぞれの議会で批准されなかったため、有効性は持たない。その後、クロアチアは、2つの小さな岩礁とネウム付近のクレク半島先端部について、ボスニア・ヘルツェゴビナの領有を認めたため、協定合意当時の国境線と、現在の国境線とでは、領域にわずかな違いがみられる。
2007年10月17日、ボスニア・ヘルツェゴビナの大統領評議会は、「ボスニア・ヘルツェゴビナは、二国間の海上における境界線の画定に関する問題が解決されるまで、（ペリェシャツ）橋の建設に反対する」という公式見解を採択し、橋の建設に関するいかなる一方的行動もとらないようクロアチアに要請している。ボスニアのハリド・ゲンジャッチ議員は、この公式見解は一度も撤回されておらず、それゆえ現在も有効で、ボスニアの公的機関は橋の建設に同意していないと述べている。さらに、ペリェシャツ橋の下の海域は、クロアチアの海域でもなければ内水でもなく、ボスニア・ヘルツェゴビナの領海から外洋まで続く公海であるため、クロアチアが自国の領土に橋を建設しているという主張は正しくない、と表明した。
大統領評議会ボシュニャク人代表であるバキル・イゼトベゴヴィッチは、2007年、議長の立場に基づき、海上国境の画定が合意される前にクロアチアは橋の建設を進めるべきではないとし、プロチェ港の使用に関する協定もまだ批准に至ってないと発言した。一方でクロアチア人として議長を務めたドラガン・チョヴィッチは、橋の建設を一貫して支持し、ペリェシャツ橋の建設に対する懸念はボスニア・ヘルツェゴビナの公式見解ではないと表明した上で、ボスニアにも寄与する非常に重要なこのインフラプロジェクトを継続するようクロアチアを奨励した。また、建設反対は、一部政党（民主行動党）の一部個人によるもので、クロアチアは定められた条件をすべて遵守している、とも述べている。セルビア人代表のムラデン・イヴァニッチは、建設を支持し、船舶が自由にネウムへ往来できるような海洋体制を確保することが重要だとした。
スルプスカ共和国大統領のミロラド・ドディクは、2017年8月、クロアチアにはペリェシャク橋を建設する権利があると述べ、ボシュニャク人政党が不必要に問題を作り出しているとした。